# Antanartia borbonica
Antanartia borbonica är en fjärilsart som beskrevs av Charles Oberthür. Antanartia borbonica ingår i släktet Antanartia och familjen praktfjärilar. Inga underarter finns listade i Catalogue of Life.